# اوه جائه سوک
اوه جائه سوک (کره‌ای: 오재석؛ زادهٔ ۴ ژانویهٔ ۱۹۹۰) بازیکن فوتبال اهل کره جنوبی است.
از باشگاه‌هایی که در آن بازی کرده‌است می‌توان به باشگاه فوتبال گامبا اوساکا، باشگاه فوتبال گانکون، و باشگاه فوتبال سوون سامسونگ اشاره کرد.
وی همچنین در تیم‌های ملی فوتبال زیر ۱۷ سال کره جنوبی زیر ۲۳ سال کره جنوبی و کره جنوبی بازی کرده‌است.
وی در مسابقات کشوری و بین‌المللی در مجموع برندهٔ ۲ مدال برنز شده‌است.